# Grand Canyon Village, Arizona
Grand Canyon Village je naseljeno područje za statističke svrhe u američkoj saveznoj državi Arizona. Prema popisu stanovništva iz 2010. u njemu je živjelo 2,004 stanovnika.